# Eckhart Buddecke
Eckhart Buddecke (* 15. Juli 1923 in Greifswald; † 3. August 2016 in Münster) war ein deutscher Mediziner und Biochemiker.

## Leben
Eckhart Buddecke studierte Humanmedizin und Chemie und wurde 1952 zum Dr. med. promoviert. Von 1953 bis 1966 war er als Biochemiker am Max-Planck-Institut für experimentelle Medizin in Göttingen und am Physiologisch-Chemischen Institut in Gießen und Tübingen tätig. Er absolvierte Post Doc Fellowships am Carolinska Institut in Stockholm (1957) und der New York University (1959/60).
1966 erhielt er einen Ruf an die Universität Münster. Von 1966 bis 1988 war er Direktor des Instituts für Physiologische Chemie und Pathobiochemie der Universität Münster; von 1982 bis 1990 war er zudem Direktor des Instituts für Arterioskleroseforschung, später Leibniz-Institut für Arterioskleroseforschung. Seit 1993 war er Berater und Projektmanager der Abteilung für Molekularkardiologie am Institut für Arterioskleroseforschung.
Zusammen mit seiner Frau Annemarie gründete er 1996 die Eckhart-Buddecke-Stiftung zur Förderung der Medizinischen Grundlagenforschung, die u. a. jährlich den „Pro Scientific Förderpreis“ vergibt, einen mit 10.000 Euro dotierten Preis für Nachwuchsforscher.
Buddecke hat mehr als 250 Publikationen zu seinem Fachgebiet, der molekularen Medizin, national und international veröffentlicht. Seine Lehrbücher, zum Beispiel zu den biochemischen Grundlagen der Medizin, zählen bis heute zu den Standardwerken für Studierende.

## Ehrungen
- Thomae Forschungspreis (1959)
- Linser-Medaille (1992)
- Rudolf-Schönheimer-Medaille (2002)
- Verdienstkreuz 1. Klasse des Verdienstordens der Bundesrepublik Deutschland (2008)[4]